# Nationalpark Bayerischer Wald
Nationalpark Bayerischer Wald, el Parc Nacional del Bosc de Baviera és un parc nacional situat en la part est del Bosc de Baviera, Alemanya just a la frontera amb Txèquia. Va ser fundat el 7 d'octubre de 1970 com el primer Parc Nacional d'Alemanya. Es va ampliar l'any 1997 i actualment ocupa 24.250 hectàrees. Junt amb la veïna Selva de Bohèmia txeca, el Bosc de Baviera forma la zona contigua de bosc més gran d'Europa Central.

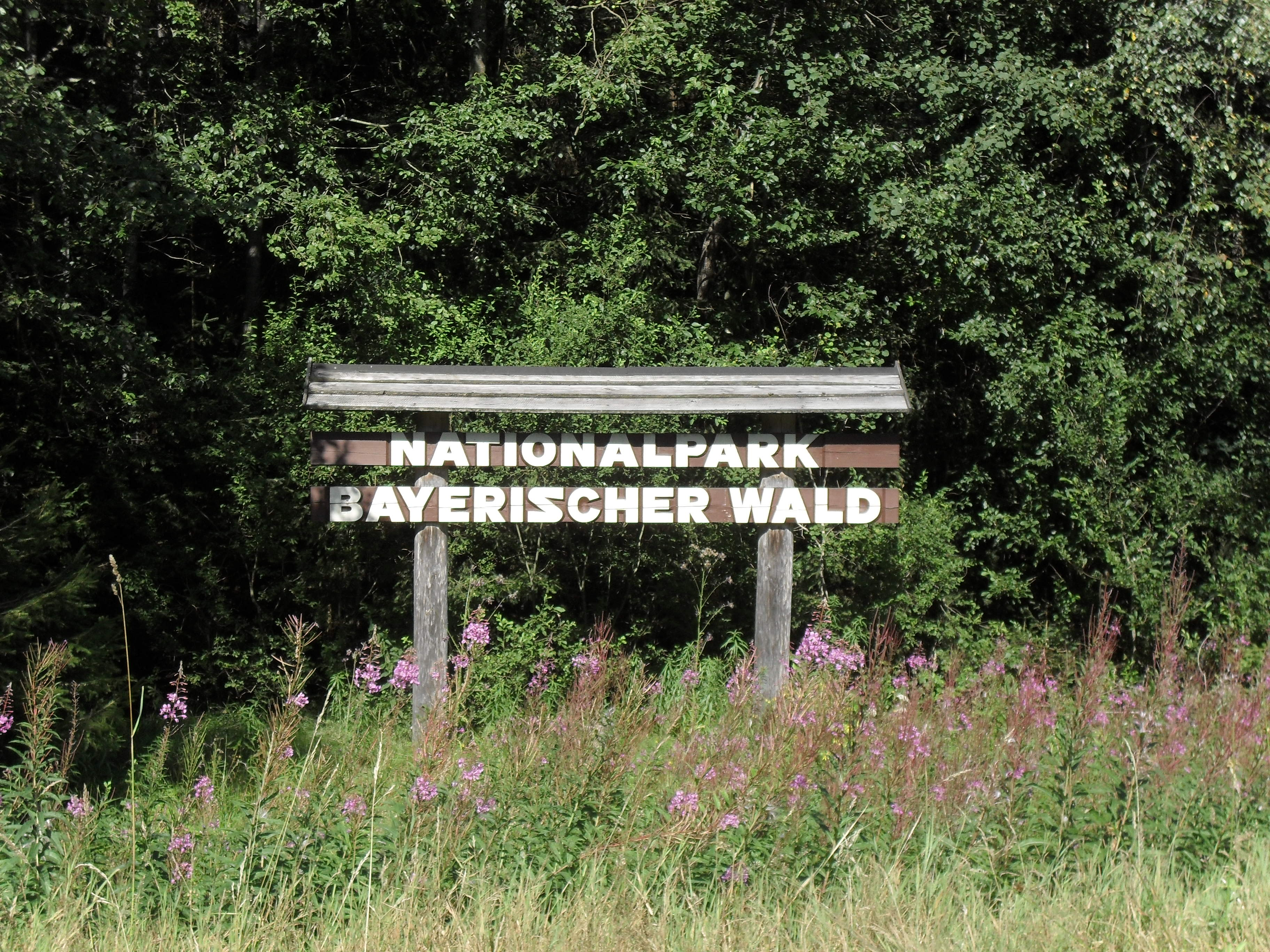
Nationalpark Bayerischer Wald

Especialment protegides es troben les pícees que dominen les zones més altes i els avets i faigs a les valls.
Els pics més importants són el Großer Falkenstein (1,305 m), el Lusen (1,373 m) i el Großer Rachel (1,453 m). També hi ha valuoses torberes (Hochmoore) am llacs de torbera com el Latschensee i antigues praderies altes, com la Schachten
Té uns 700.000 visitants cada any.

## Filmografia
- Nationalpark Bayerischer Wald. Dokumentarfilm, 45 Min., Deutschland, 1987, von Robert Anzeneder und Jens-Uwe Heins, Produktion: Komplett-Media-GmbH, Grünwald (ISBN 3-89672-488-6), Kurzbeschreibung des NDR
- Natur erleben im Nationalpark Bayerischer Wald – Neuer Film, der sich mit dem Ökosystem Wald beschäftigt, DVD, Informationen und Vorschau hier: http://www.nationalparkfilm.de